# زیست‌سازگاری تیتانیم
تیتانیم اولین بار در دههٔ ۱۹۵۰ میلادی برای جراحی به‌کار برده شد؛ درحالی‌که یک دهه قبل‌تر برای ساخت ایمپلنت به‌کار رفته بود. امروزه از این فلز به عنوان پروتز، ایمپلنت‌های ثابت‌کنندهٔ داخلی، دستگاه‌های داخل بدن و ابزار دقیق استفاده می‌شود. از تیتانیم در سراسر بدن انسان به عنوان ایمپلنت استفاده می‌شود. از جمله کاربردهای این فلز می‌توان به استفاده در جراحی‌های مغز و اعصاب، ایمپلنت‌های چشم، قفس فیوژن ستون مهره‌ها، ضربان‌سازها، ایمپلنت‌های پا و جایگزین‌های شانه، آرنج، مفصل ران، زانو و چندین کاربرد دیگر اشاره کرد. علت اصلی استفاده از تیتانیم در بدن، زیست‌سازگاری فلز و دارا بودن سطوح زیست فعال در صورت اعمال فرایندهای بهبود سطح است. از جمله پارامترهای سطحی که بر زیست‌سازگاری ماده اثرگذار هستند، می‌توان به بافت سطحی، steric hindrance, binding sites و آب‌دوستی اشاره کرد. برای ایجاد پاسخ سلولی مطلوب، بایستی این پارامترها بهینه شوند. برخی از ایمپلنت‌های پزشکی و همچنان ابزارهای جراحی با تیتانیم نیترید پوشش داده می‌شوند.

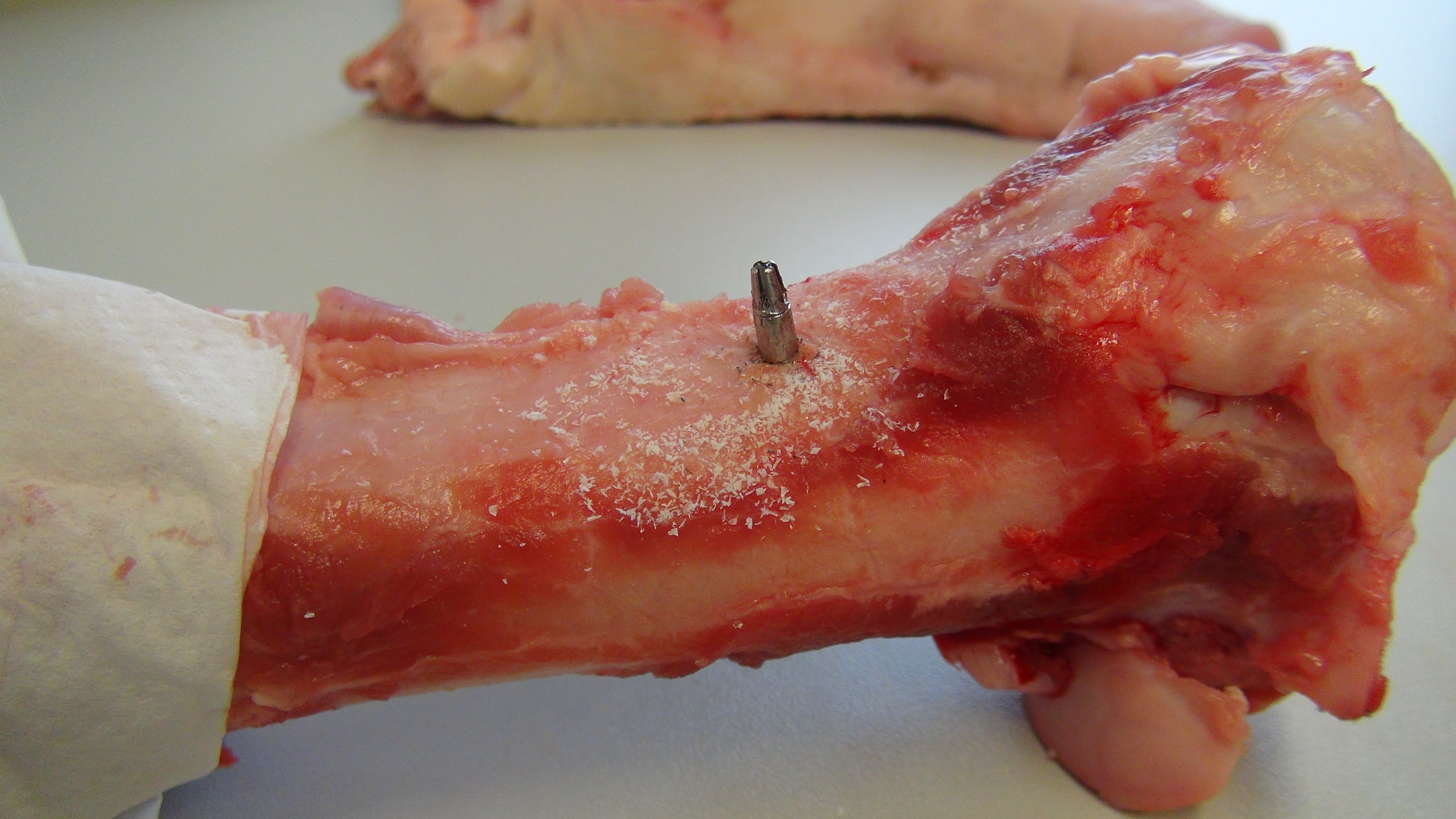
گرید پزشکی آلیاژ تیتانیم که به استخوان پیچ شده‌است.

## زیست‌سازگاری
تیتانیم به علت مقاومت به خوردگی مطلوب در مقابل سیالات بدن، زیست‌نفوذناپذیری، گیرش مطلوب ایمپلنت توسط استخوان و حد خستگی بالا به عنوان زیست‌سازگارترین ماده شناخته می‌شود. مقاومت تیتانیم در برابر محیط سخت بدنی به علت فیلم اکسید محافظی است که به صورت طبیعی در صورت وجود اکسیژن شکل می‌گیرد. این فیلم اکسید که به شدت پایدار، غیرقابل حل، و غیرقابل نفوذ شیمیایی است، از واکنش‌ها بین فلز و محیط احاطه‌کننده جلوگیری می‌کند.

## واکنش گیرش و تکثیر

### تحریک رگ‌زایی حین گیرش توسط سطوح پُر انرژی
پیشنهاد داده شده‌است که ظرفیت تیتانیم برای گیرش توسط استخوان از ثابت دی‌الکتریک بالای اکسید سطح نشأت می‌گیرد که در پروتئین‌ها تأثیری نمی‌گذارد. یکی از عمده مزیت‌های تیتانیم نسبت به جایگزین‌های این ماده-که برای متصل شدن نیاز به پوشش چسبنده دارند-توانایی این ماده در ایجاد اتصال فیزیکی با استخوان است.

### خواص سطحی تأثیرگذار بر گیرش
خواص سطحی یک زیست‌ماده نقش به‌سزایی در مشخص کردن پاسخ سلولی (چسبندگی سلولی و تکثیر) به ماده دارد. ریزساختار تیتانیم و انرژی سطحی بالا، آن را قادر به تحریک رگ‌زایی (رشد رگ‌های خونی جدید) می‌کند که بر فرایند گیرش ماده کمک می‌کند.

## انرژی سطحی

### پتانسیل بازآوری
تیتانیم می‌تواند با توجه به شرایط اکسیداسیون موجود، پتانسیل‌های الکتریکی استاندارد متفاوتی را نشان دهد. تیتانیم جامد پتانسیل الکترود استانداردی برابر -1.63V دارد. موادی با پتانسیل الکترود استاندارد بالاتر راحت‌تر اکسید می‌شوند. در جدول زیر پتانسیل‌های الکترون استاندارد در شرایط مختلف برای تیتانیم آورده شده‌است.

### پوشش‌دهی سطحی
در انفعال سطحی تیتانیم فیلم اکسید به صورت طبیعی تشکیل می‌شود. این فیلم اکسید تحت تابعی از زمان حضور در محیط بدنی ناهمگن و قطبی خواهد شد. همچنین مورد اشاره شده سبب جذب سطحی گروه هیدروکسیل‌ها، لیپوپروتئین‌ها و گلیکولیپیدها در این زمان خواهد شد. جذب این ترکیبات سبب تغییر در برهمکنش ایمپلنت با بدن و بهبود زیست‌سازگاری آن می‌شود. در آلیاژهای تیتانیم از جمله آلومینیم-زیرکونیم و آلومینیم-نیوبیم، یون‌های زیرکونیم و نیوبیم که به علت خوردگی آزاد می‌شوند، در بدن بیمار آزاد نمی‌شود، بلکه به لایهٔ غیرفعال اکسیدی اضافه می‌شود. عناصر آلیاژی در لایهٔ غیرفعال اکسیدی می‌تواند سبب زیست‌سازگاری بیشتر و مقاومت به خوردگی شود که درجهٔ تأثیر آن به اصلی‌ترین عنصر آلیاژی مقاوم به خوردگی وابسته است.
تجمع سطحی پروتئین (Γ) توسط معادلهٔ زیر تعریف می‌شود:
{\displaystyle \Gamma ={Q_{\text{ADS}}M \over nF}}
که در آن QADS چگالی شارژ سطحی، M جرم مولی پروتئین مورد نظر، n تعداد الکترون‌های مبادله شده و F ثابت فارادی است.
معادلهٔ فرکانس برخورد به صورت زیر است:
{\displaystyle v_{\text{c}}={2\pi DcdN_{\text{A}}}}
که در فرمول اشاره شده، D ضریب انتشار مولکول BSA در دمای ۳۱۰ کلوین، d قطر پروتئین مد نظر -که دو برابر شعاع استوکس است-، NA عدد آووگادرو و c ضریب تمرکز فوق اشباع حجمی بحرانی هستند.

### خیس‌شوندگی و سطح جامد

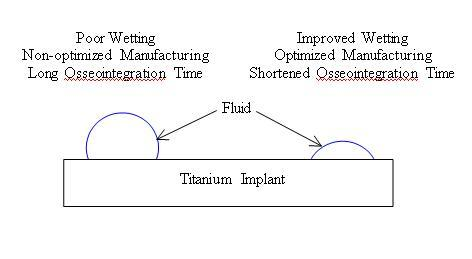
در قطرهٔ سمت چپ به علت ضعیف بودن برهم‌کنش سطح جامد و مایع، زاویهٔ تماس بین ۹۰ تا ۱۸۰ درجه است. این در حالیست که در قطرهٔ سمت راست به علت برهم‌کنش قوی بین سطح و مایع زاویهٔ تماسی بین صفر تا ۹۰ درجه است.

خیس‌شوندگی تابعی از زبری سطحی و ترک‌های سطحی است. با افزایش خیس‌شوندگی، به سلول‌ها اجازه داده می‌شود تا به آسانی به سطح ایمپلنت بپیوندند و در نتیجه زمان لازم برای گیرش ایمپلنت توسط بدن کاهش می‌یابد. خیس‌شوندگی تیتانیم می‌تواند با بهینه کردن پارامترهای واکنش نظیر دما، زمان و فشار اصلاح شود. قابلیت خیس‌شوندگی ایمپلنت‌های تیتانیمی با لایهٔ اکسید سطحی پایدار که عمدتاً شامل TiO2 باشد، در تماس با مایعات فیزیولوژیکال بهبود می‌یابد.

## جذب

### خوردگی
جذب مکانیکی فیلم اکسید تیتانیم منجر به افزایش نرخ خوردگی می‌شود. تیتانیم و آلیاژهای آن در صورتی که در بدن باشند، مصون از خوردگی نیستند. در آلیاژهای تیتانیوم نسبت به جذب هیدروژن حساس هستند، رسوب هیدریدها در فلز می‌تواند منجر به تردتر شدن ماده شده و سبب شکست ماده شود. تردی هیدروژنی در آزمایش‌های درون‌تنی تحت شرایط خوردگی fretting-crevice که منجر به تشکیل TiH می‌شود، مشاهده شده‌است. مطالعه و تست رفتار تیتانیم در محیط بدن، به ما اجازه می‌دهد تا از رفتارهای ماده باخبر شویم و از اتفاقات نامطلوب ممکن جلوگیری کنیم. برای مثال استفاده از محصولات دندانی با میزان فلوراید بالا یا دیگر مواد با قابلیت کاهش پی‌اچ محیط ایمپلنت را اسیدی خواهند کرد.

### الحاق
سلول‌های اطراف ایمپلنت به شدت به اشیاء خارجی حساس هستند. وقتی ایمپلنت در بدن انسان کاشت می‌شود، سلول‌های اطراف، رفتاری التهابی از خود بروز می‌دهند که منجر به کپسوله‌سازی می‌شود و سبب اختلال در اندامی می‌شود که ایمپلنت کاشته شده‌است.